# 桥南街道 (铜陵市)
桥南街道，是中华人民共和国安徽省铜陵市郊区下辖的一个乡镇级行政单位。

## 行政区划
桥南街道下辖以下地区：
金苑社区、景山社区、古圣社区、长江社区、铜山社区、白鹤社区和隆门社区。